# Монументально-декоративні композиції станцій Київського метрополітену

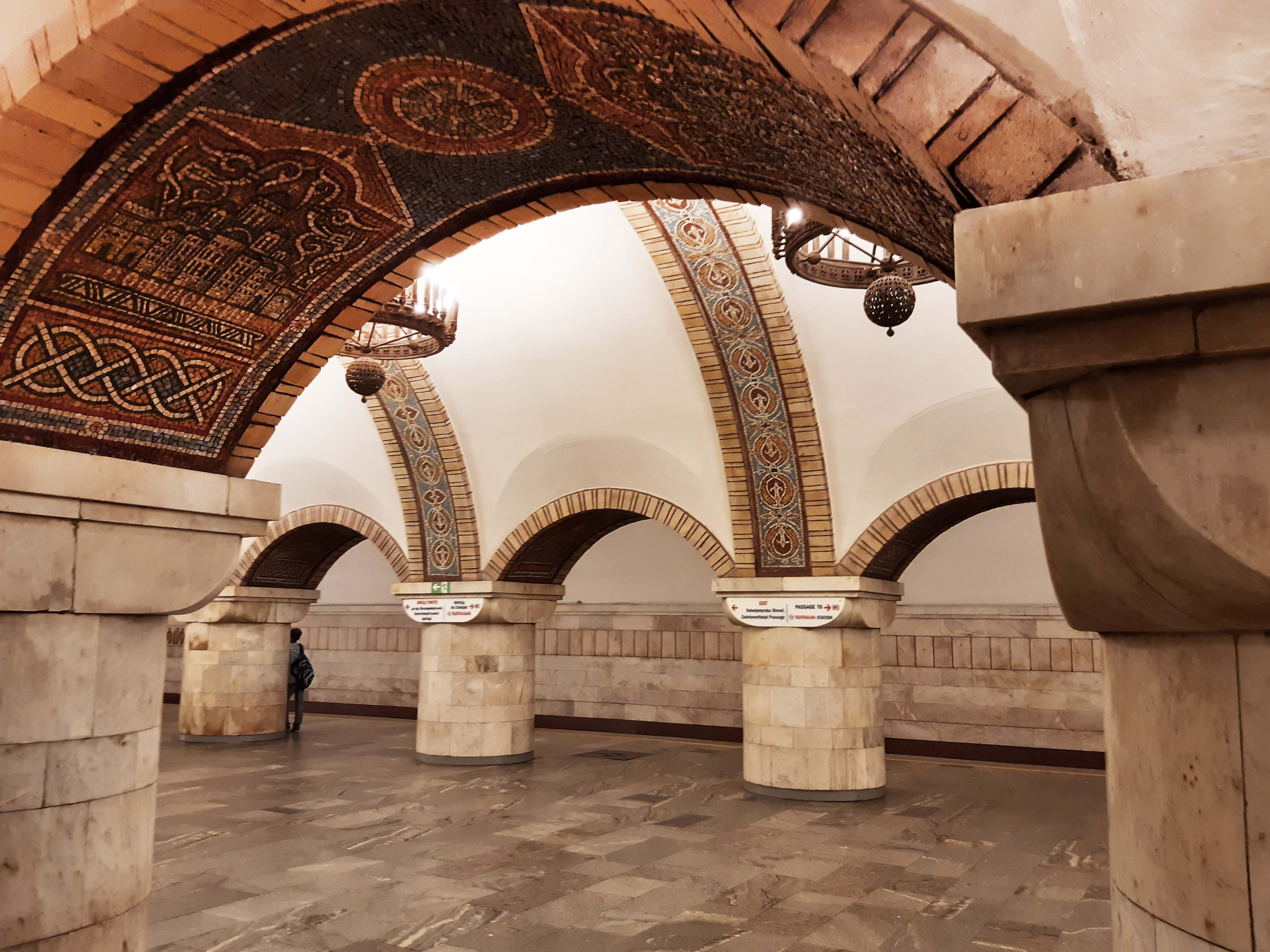
Мозаїки інтер'єрів станції «Золоті ворота»

Монумента́льно-декорати́вні компози́ції ста́нцій Ки́ївського метрополіте́ну — мозаїчне, керамічне, майолікове, коване декоративне оздоблення станцій метро в Києві. Різновид київської монументалістики і стінопису 1960-1980-х років.

## Історія
Початок 1960-х років в Україні відзначився широким використанням монументально-декоративних творів у публічному просторі. Відтоді монументальні панно з декоративними елементами відігравали провідну роль в художньому оформленні міст і сіл. Монументалісти повсюдно декорують палаци культури, навчальні заклади, лікарні, дитячі садки, школи, вокзали, вулиці, площі, житлові масиви. У цей час з'являється новий тип громадських споруд — метрополітен, який також стає об'єктом діяльності художників.
1960 року в Києві відкрили першу гілку метрополітену. До оформлення перших п'яти станцій залучили монументалістів. Скульптори Іван Макогон й Андрій Німенко прикрасили барельєфом «Арсенальці» станцію «Арсенальна». Цілий художній колектив працював над скульптурними портретами діячів науки та культури на станції «Університет»: скульптори Михайло Декерменджі, Анатолій Білостоцький, Валентин Зноба, Олександр Ковальов, Едвард Кунцевич, Михайло Лисенко, Петро Остапенко, Оксана Супрун, Андрій Шапран. Станцію «Хрещатик» оздобили орнаментами за мотивами народного мистецтва (архітектори Анатолій Добровольський, Микола Коломієць, Віктор Єлізаров, Геннадій Гранаткін, Ігор Масленков, Станіслав Крушинський, Юрій Кисличенко за участю Федора Заремби та Наталії Щукіної, художник Оксана Грудзинська, художник-технолог Ніна Федорова).
Активну участь в оформленні метрополітену монументалісти беруть і в наступні десятиріччя. Монументально-декоративними творами оздоблені станції «Тараса Шевченка» (1980), Олімпійська (1982) з керамічними панно Олександра Міловзорова, «Оболонь» з металевими рельєфами Петра Ганжи (1980), «Мінська» з розписом Степана і Василя Химочків у техніці енкаустики (1982), Палац «Україна» з мозаїками Степана і Романа Кириченків (1984), «Либідська» (1984).
Водночас декоративним оздобленням із варіантних плиток художниці Ганни Шарай оформлювали підземні переходи, що вели до станцій метро «Почайна», «Лісова», «Тараса Шевченка», «Оболонь» і «Нивки».
Наприкінці 1980-х років із занепадом панівної ідеології зазнає кризи і радянське монументальне мистецтво. Перехідний характер відбився на оформленні художником Анатолієм Кущем і архітекторами Миколою Альошкіним, Анатолієм Крушинським, Тамарою Целіковською станції метро «Ленінська» (тепер «Театральна») 1987 року. У центральному залі станції були встановлені бронзові рельєфи із викарбуваними на них цитатами Леніна, а у верхньому підземному вестибюлі — декоративна композиція із зображенням птахів і квітів.
На зламі 1980-1990-х років в оформленні громадських споруд спостерігається повний відхід від ідеологічних штампів попередньої доби. У дусі давньоруської архітектури оформлена станція «Золоті ворота». У вестибюлях станції «Видубичі» (1991, архітектор Тамара Целіковська, художники  Олександр Бабак і  Олександр Бородай) розміщені яскраві ромбоподібні панно на рослинну і народну тематику.

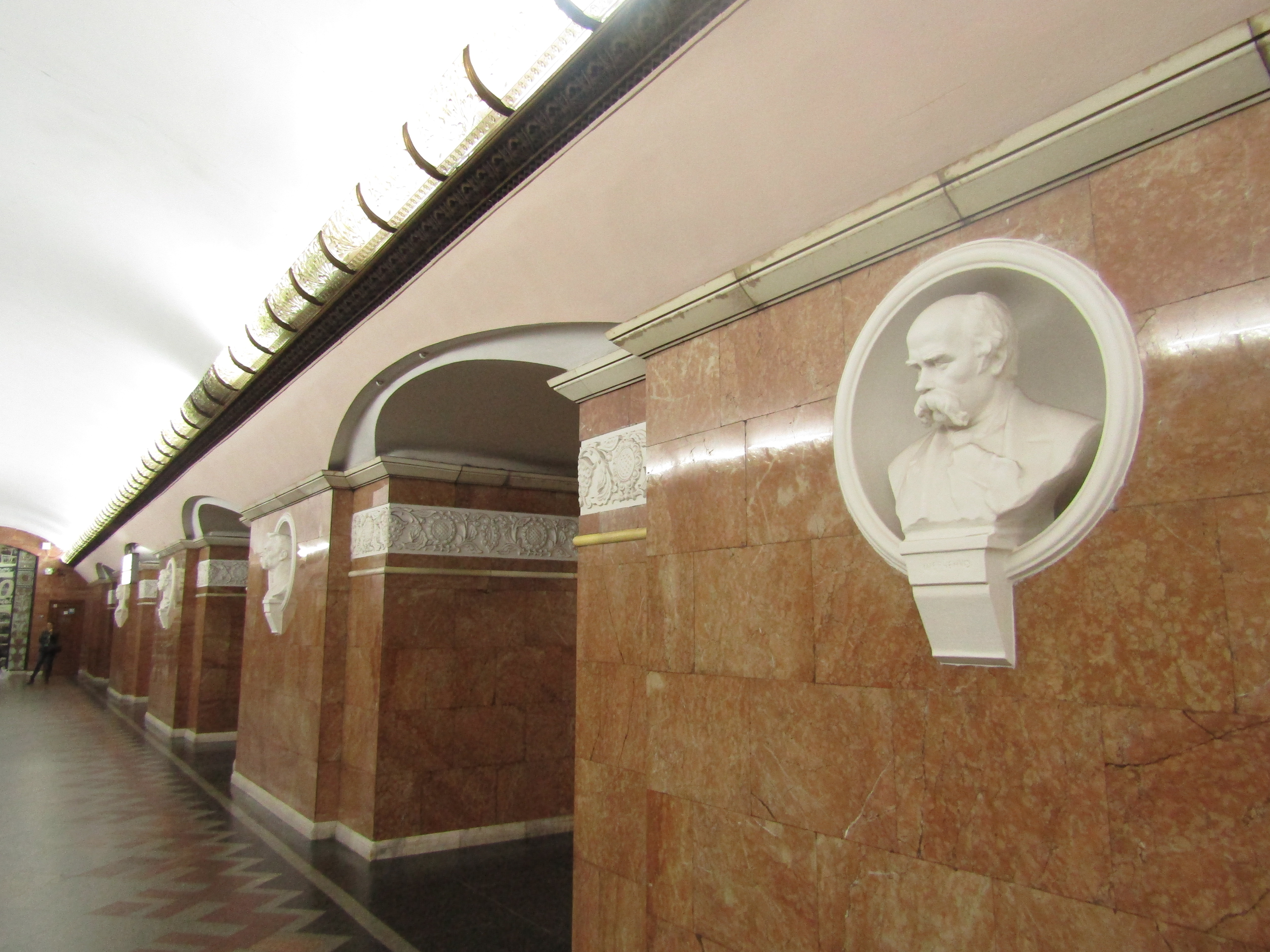
Скульптурні портрети діячів на «Університеті» ‎
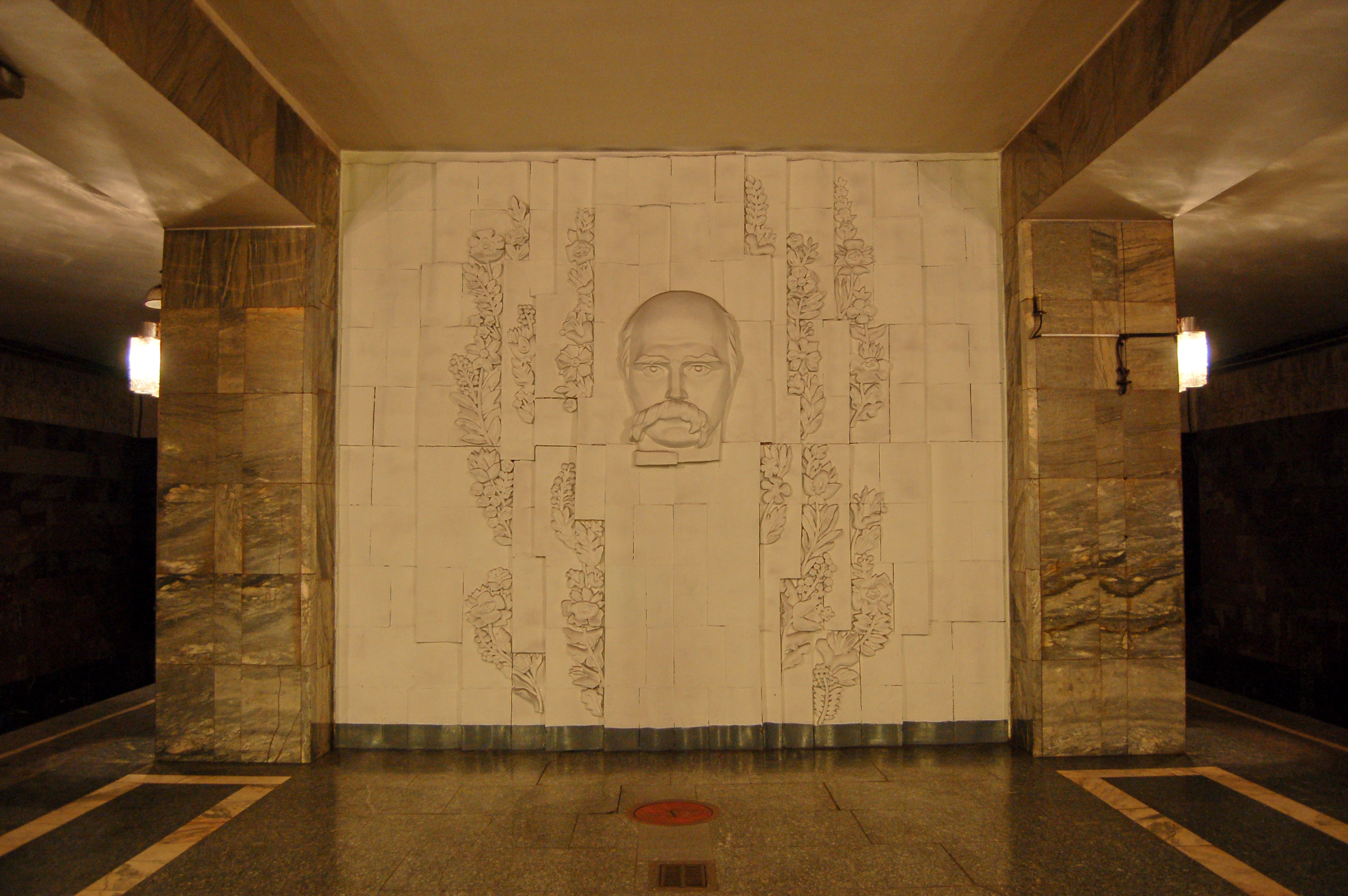
Барельєф на станції «Тараса Шевченка»
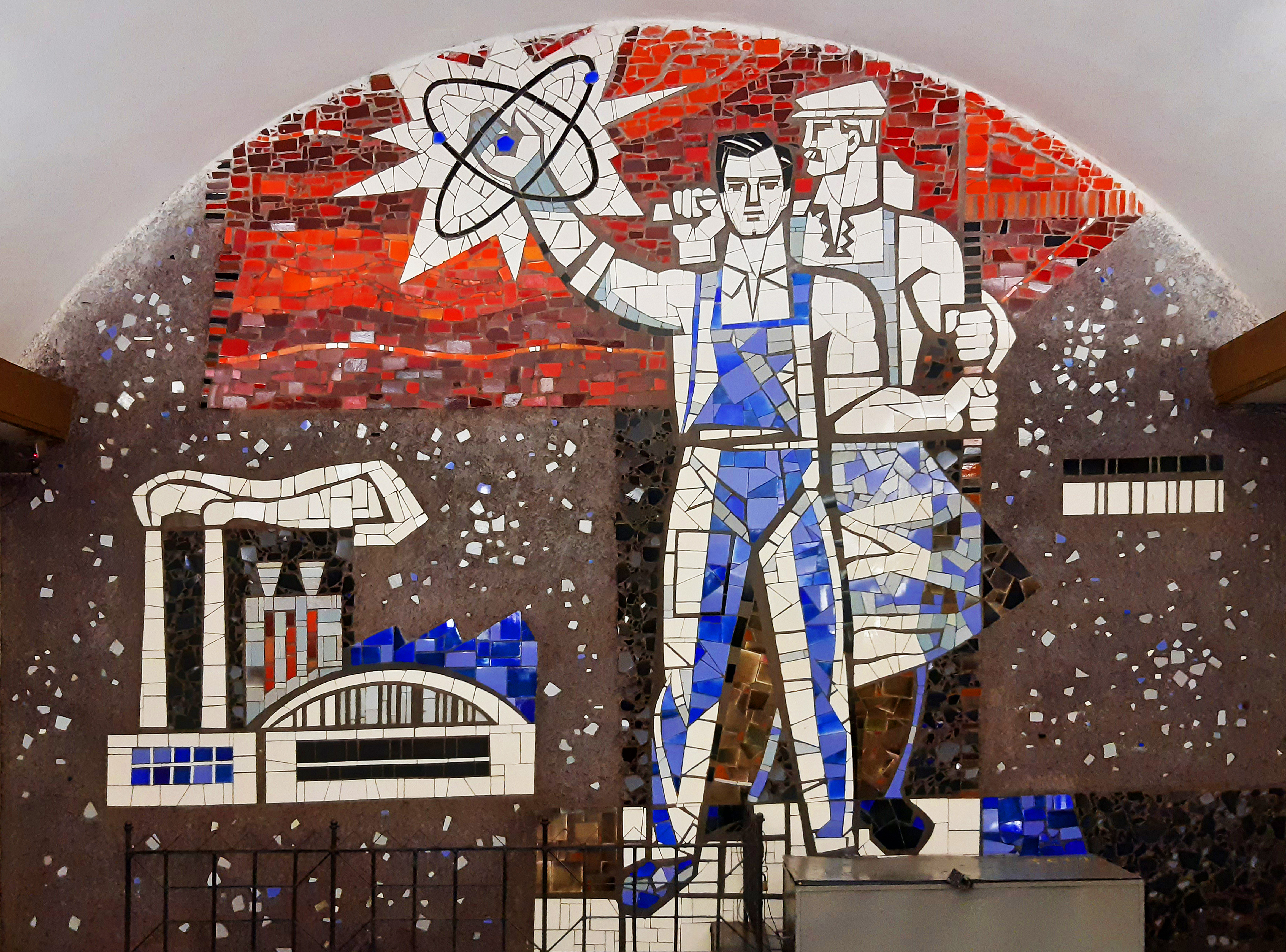
«Індустріальна праця» («Шулявська»)
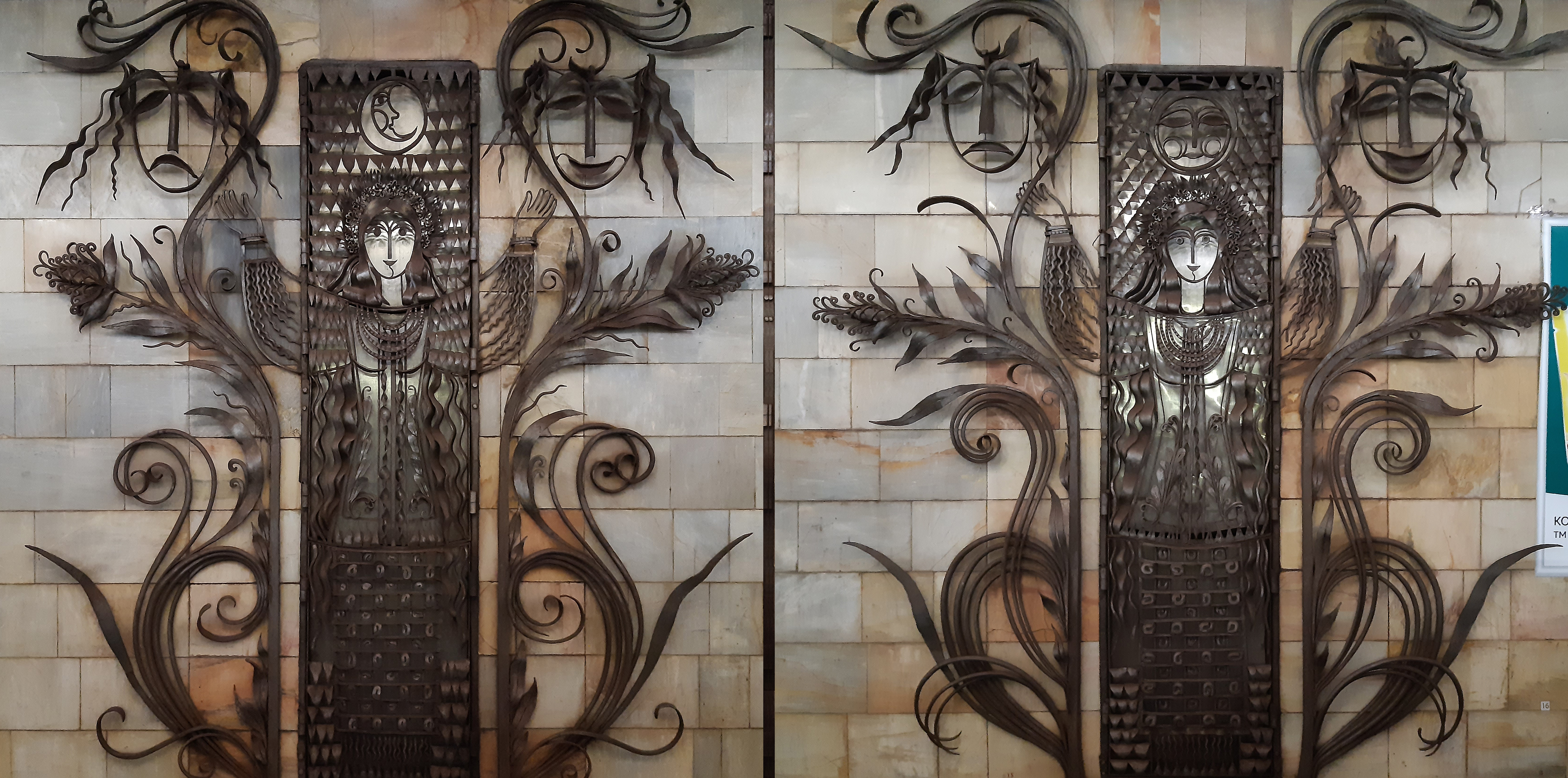
Кована композиція «Театральна Україна» («Оболонь»)
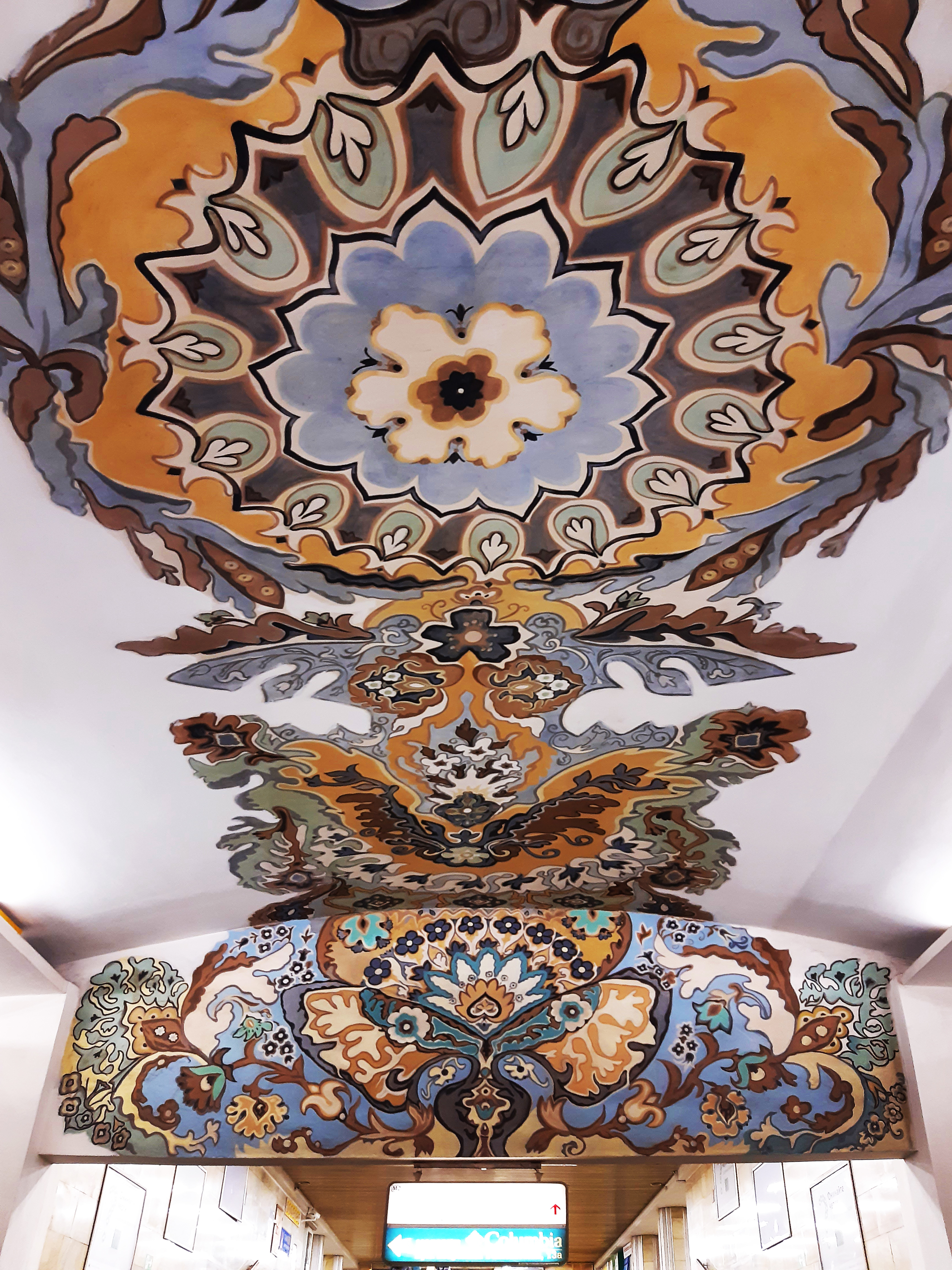
Білоруський орнамент («Мінська»)
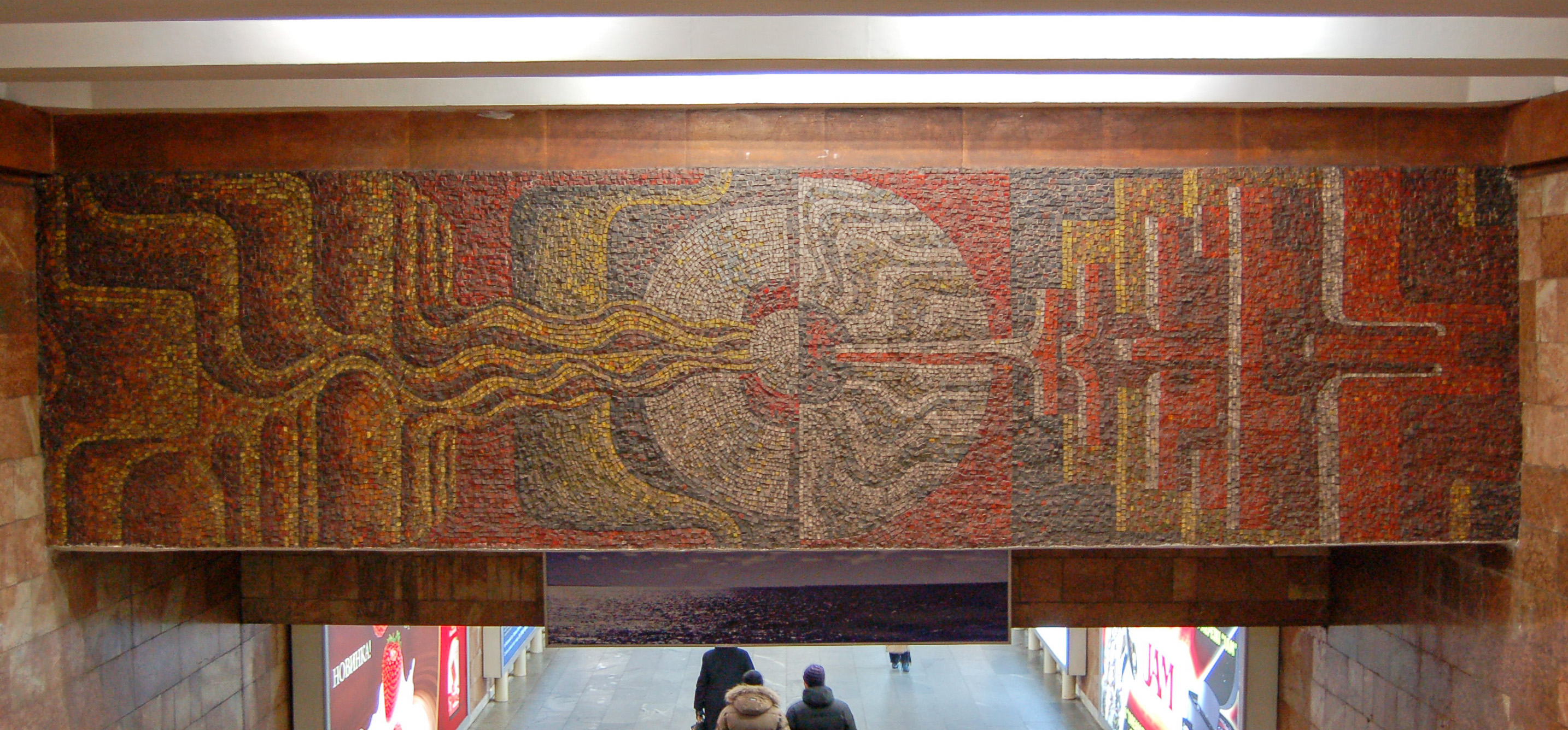
Мозаїка станції «Почайна»
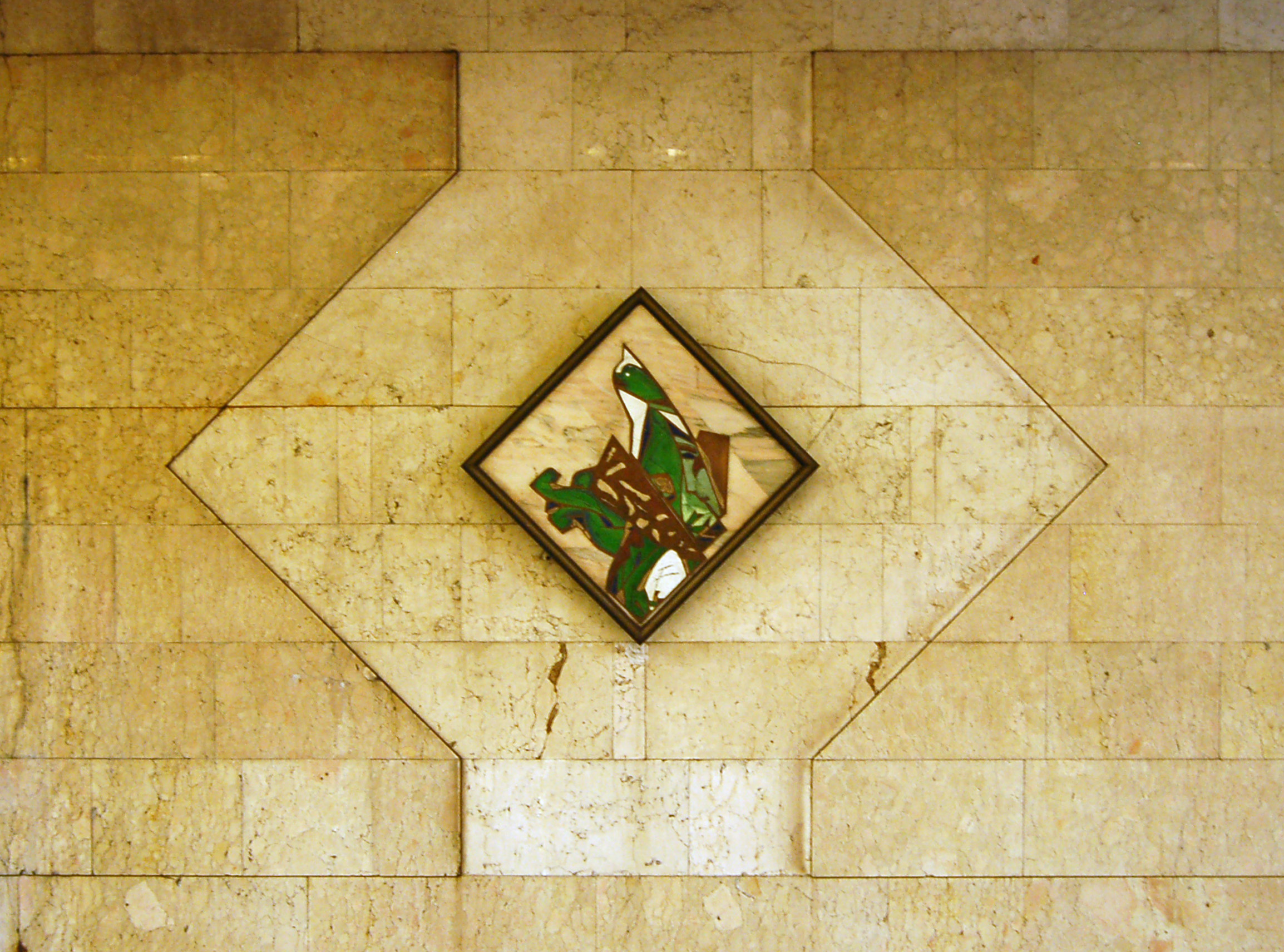
Декоративне панно («Видубичі»)
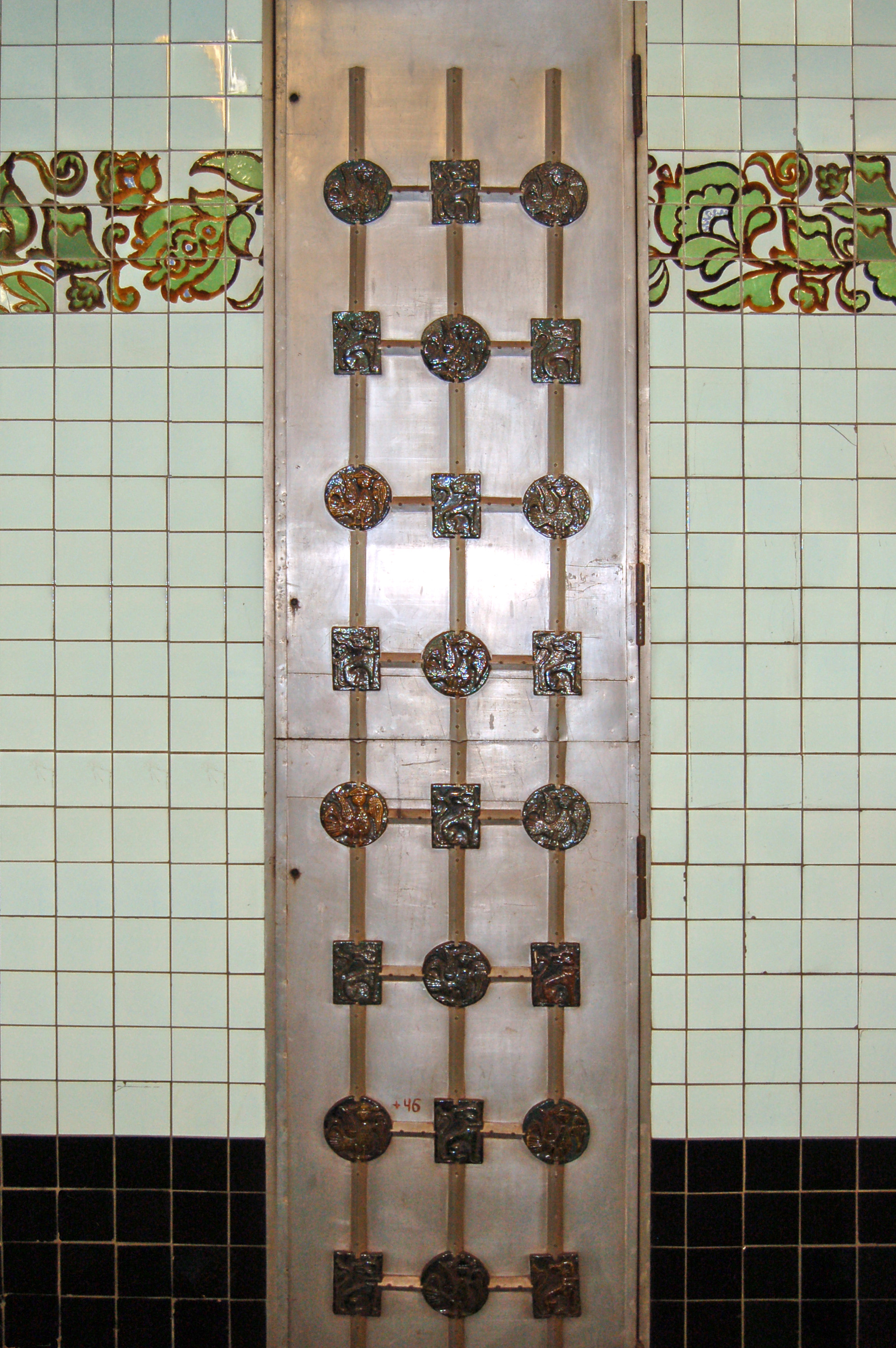
Орнамент («Нивки»)

## Килимові панно на станції «Хрещатик»

Килимове панно на станції «Хрещатик». Оздоблення пілонів з боку входу до платформи на «Академмістечко» (колаж)

Червоний малюнок по сріблястому тлу. Оздоблення пілонів з боку платформи до станції «» (колаж)

Перед творчими колективами, які взяли участь у конкурсі на оформлення перших станцій київського метрополітену, було поставлене завдання архітектурно-художніми засобами розкрити образ столиці України. Центральна станція «Хрещатик» мала проілюструвати тодішнє гасло про «квітучу Українську РСР».
Перемогла група під керівництвом Анатолія Добровольского. Архітектор Микола Коломієць висунув ідею створення в широкому просторі пілона композицій за мотивами українського народного килимарства. Реалізувати її запропонували художницям Оксані Грудзинській і Ганні Шарай, майстриням Експериментальної майстерні художньої кераміки, яку очолювала Ніна Федорова.
Мисткині використали спосіб варіантних плиток, ідея якого належала архітектору Володимирові Заболотному. Все панно складається з набору 12 варіантів плиток. Плитки, які можна з'єднати між собою будь-якою стороною, утворюють кілька варіантів орнаменту. Орнамент жодного з 26 «килимів» не повторюється.
У центральному залі всі панно мають червоне тло, яке тоді називали «бичачою кров'ю», з рельєфним малюнком окисом срібла. А в платформних залах, навпаки, — червоний малюнок по сріблястому тлу.
Проєкт станції розроблявся у стилі «радянського ампіру». Однак у зв'язку з архітектурною реформою 1955 року були внесені корективи. Рослинна орнаментика оформлення підземної частини станції стилістично перегукується з декором фасадів будинків на вулиці Хрещатик. Перед глядачами-пасажирами утворюється єдиностильовий ансамбль від виходу з вагона метро під землею до вуличних просторів на Хрещатику. Білий мармур, яскрава майоліка, золотисті латунні накладки на світильники й вентиляційні решітки станції метро робили її схожою за стилем оформленням радянських ВДНГ.
Наземний вестибюль станції оформлювався за принципом суцільного облицювання стін мозаїкою різних відтінків, у наслідок чого утворювався безкінечний барвистий візерунок, схожий на яскравий український килим. Автор Оксана Грудзинська називала різнокольорові елементи панно «кабанчиками».

## Золоті ворота

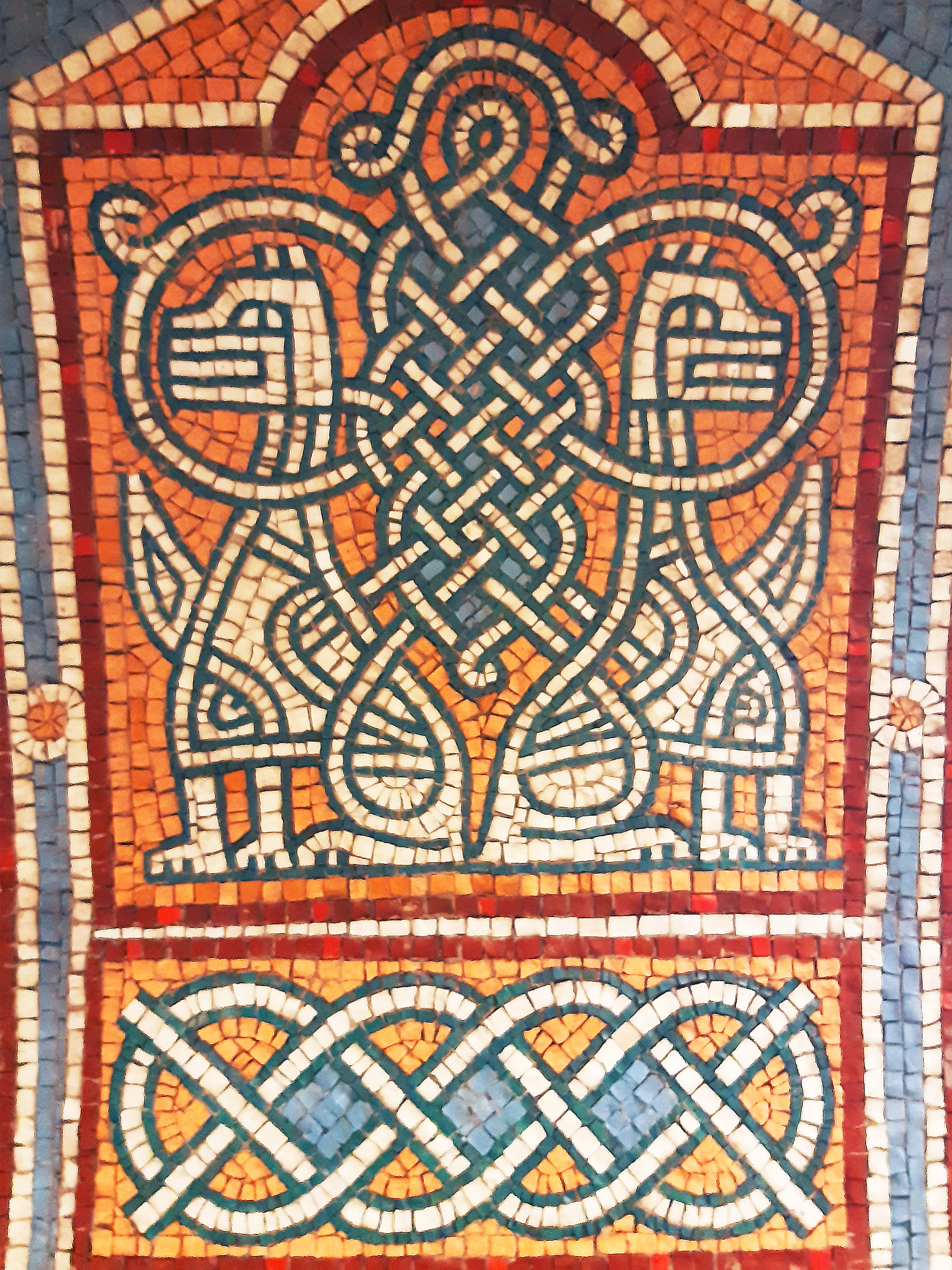
Симаргли

Станція «Золоті ворота» оформлена у дусі давньоруської архітектури (архітектори Вадим Жежерін, Борис Жежерін, художники Станіслав Адаменко, Григорій Корінь, Марія Ралко, Володимир Федько)
У торцях станції розміщені чотири великі мозаїчні панно. З боку виходу в місто зображений Архангел Михаїл, з протилежного — Георгій Переможець.
Склепіння проходів на платформи оформлені подвійними мозаїками, що зображують давньокиївських правителів, різних діячів і храми Київської Русі, складні орнаменти, а також 32 симарглів. Жодна зі смальтових мозаїк не повторюється.

## Радянське монументальне мистецтво
Ухвалений 9 квітня 2015 року закон «Про засудження комуністичного та націонал-соціалістичного (нацистського) тоталітарного режимів та заборону пропаганди їхньої символіки» передбачав, що заборона не поширюється на випадки використання символіки комуністичного тоталітарного режиму в творах мистецтва, створених до набрання чинності цим Законом. Декомунізаційній перевірці не підлягали твори радянського періоду.
Проте комуністичну символіку демонтували на 10 станціях метрополітену: «Вокзальній», «Героїв Дніпра», «Арсенальній», «Університеті», «Палаці Україна», «Шулявській», «Берестейській», «Либідській», «Політехнічному інституті»,«Театральній». Також накрили панно «Червоноармієць» Степана Кириченка. Панно «Індустріальна праця» Івана Литовченка залишили.